# Kanton Midi Corrézien
 Midi Corrézien is een kanton van het Franse departement Corrèze. Het kanton maakt deel uit van de arrondissementen  Brive-la-Gaillarde  (32) en Tulle (1).

Het telt 12.145  inwoners in 2018.

Het kanton werd gevormd ingevolge het decreet van 24  februari 2014 met uitwerking op 22 maart 2015.

## Gemeenten
Het kanton Midi Corrézien omvatte bij zijn oprichting 34 gemeenten.

Op 1 januari 2019 werd de gemeente Brivezac toegevoegd aan de gemeente Beaulieu-sur-Dordogne, die daarmee het statuut van commune nouvelle kreeg.

Sindsdien omvat het kanton volgende 33 gemeenten:
- Albignac
- Astaillac
- Aubazines
- Beaulieu-sur-Dordogne
- Beynat
- Bilhac
- Branceilles
- La Chapelle-aux-Saints
- Chauffour-sur-Vell
- Chenailler-Mascheix
- Collonges-la-Rouge
- Curemonte
- Lagleygeolle
- Lanteuil
- Ligneyrac
- Liourdres
- Lostanges
- Marcillac-la-Croze
- Ménoire
- Meyssac
- Noailhac
- Nonards
- Palazinges
- Le Pescher
- Puy-d'Arnac
- Queyssac-les-Vignes
- Saillac
- Saint-Bazile-de-Meyssac
- Saint-Julien-Maumont
- Sérilhac
- Sioniac
- Tudeils
- Végennes